# Okskaya Nunatak
Der Okskaya Nunatak (englisch, russisch Гора Окская Gora Okskaja, deutsch ‚Oka-Berg‘, norwegisch Oksanabben) ist länglicher und 2295 m hoher Nunatak im ostantarktischen Königin-Maud-Land. In den Weyprechtbergen ragt er am nördlichen Ende der Rimekalvane auf.
Entdeckt und aus der Luft fotografiert wurde er bei der Deutschen Antarktischen Expedition 1938/39 unter der Leitung von Alfred Ritscher. Norwegische Kartographen kartierten ihn anhand von Vermessungen und Luftaufnahmen der Dritten Norwegischen Antarktisexpedition (1956–1960). Wissenschaftler einer sowjetischen Antarktisexpedition kartierten ihn zwischen 1960 und 1961 erneut und gaben ihm seinen Namen. Vermutlicher Namensgeber ist der russische Fluss Oka. Diese Benennung übertrug das Advisory Committee on Antarctic Names im Jahr 1970 in einer angepassten Teilübersetzung ins Englische.